# 爪哇斑鲆
爪哇斑鲆（学名：Pseudorhombus javanicus）为輻鰭魚綱鰈形目鰈亞目牙鲆科斑鲆属的鱼类。分布于西到印度半岛东岸、南到印度尼西亚及菲律宾以及海南岛、两广、福建到舟山群岛等，属于热带近海底层鱼，棲息深度22-38公尺，身體褐色的，一個明顯又大的黑色斑塊在側線的直部分的中央上位於側線與一個較小的斑塊的直線與彎曲部份的會合處，許多深色的環散佈在身體上，背鰭軟條67-76枚; 臀鰭軟條51-56枚，體長可達35公分，棲息在沙泥底質底層水域，以底棲生物為食，可作為食用魚。该物种的模式产地在雅加达。